# Белелюбский, Амплий Дмитриевич
Амплий Дмитриевич Белелюбский (1803 — после 1849) — участник восстания Черниговского полка.

## Биография
Родился 3 октября 1803 года[по какому календарю?] в сельце Зеркала Данковского уезда Рязанской губернии и через 7 дней был крещён в селе Урусово Раненбургского уезда. Родители — Дмитрий Петрович Белелюбский и Анна Ивановна, в первом браке Щербинина; 18 июня 1819 года внесены в VI часть дворянской родословной книги Рязанской губернии.
В службу вступил 19 января 1820 года — подпрапорщиком в Черниговский пехотный полк; портупей-прапорщик — с 20 января 1824 года, прапорщик — с 20 мая 1824 года.
Вскоре после начала восстания Черниговского полка бежал и явился к начальству. 

А. Д. Белелюбский был в карауле на гауптвахте и не решился оказать сопротивления восставшим, ибо имел под своим началом не более 8 человек. Подпоручик М. П. Бестужев-Рюмин и поручик А. Д. Кузьмин, угрожая Белелюбскому пистолетами, потребовали присоединиться к восстанию. Согласившийся Белелюбский был отправлен для снятия всех часовых по городу и сбора их на гауптвахте. Вместо этого он поспешил на свою квартиру, где решил спрятаться до поры до времени. 31 декабря Белелюбский послал на разведку своего денщика Власа Костина, но тот вернулся без новостей. Тогда Белелюбский сам вышел в город, где и столкнулся лицом к лицу с С. И. Муравьёвым-Апостолом. Он отвёл Белелюбского на свою квартиру, где тот находился до выхода полка из Василькова. Понимая, что следование за Муравьёвым-Апостолом будет расценено как участие в бунте, офицеры Е. И. Апостол-Кегич, В. Я. Кондырев и А. П. Мещерский 30 декабря договорились покинуть мятежников при первой возможности. Утром следующего дня они посетили васильковского городничего Девилерса и сообщили ему, что следуют за бунтовщиками не по своей воле. Утром 2 января 1826 г. в с. Мотовиловка восставших покинул Белелюбский.
Военным судом при Главной квартире 1-й армии в Могилёве был приговорён к лишению чинов и дворянства, разжалованию в рядовые и отправке в дальний гарнизон, но по заключению Аудиториатского департамента, высочайше конфирмованному 12 июля 1826 года, был приговорён к заключению в крепость на 6 месяцев с последующим определением на службу. По отбытии наказания в Бобруйской крепости был возвращён на службу в тот же полк.
По домашним обстоятельствам 10 мая 1828 года был уволен от службы. В октябре 1849 года, проживая в Ряжске, подал прошение на имя рязанского губернатора П. С. Кожина об исключении судимости из указа об отставке, в чём ему было отказано.
Был женат, имел дочь Анну (в замужестве Зверинская).